# 斯塔維斯基

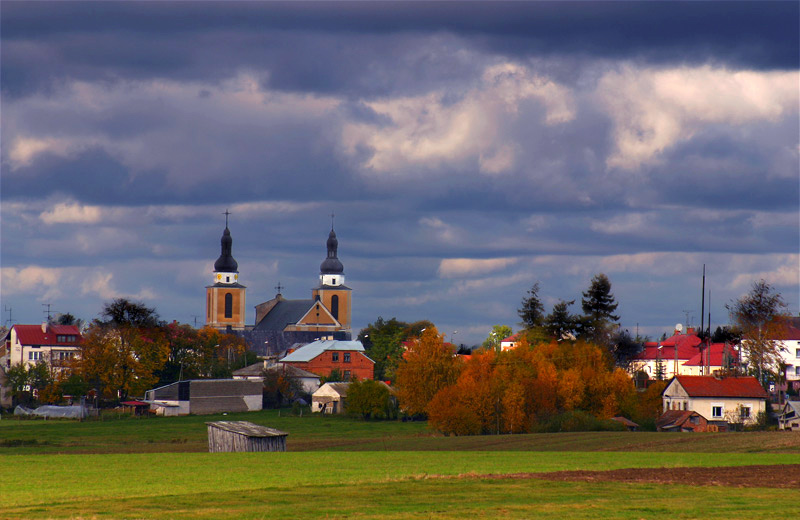

斯塔維斯基是波蘭的城鎮，位於該國東北部，距離首府比亞韋斯托克74公里，由波德拉謝省負責管轄，始建於1407至1411年，面積13.28平方公里，2006年人口2,442。
53°23′N 22°10′E / 53.383°N 22.167°E